# Алымов, Николай Николаевич

Могила Алымова на Новодевичьем кладбище Москвы.

Николай Николаевич Алымов (1906—1955) — генерал-майор Советской Армии, участник боёв на КВЖД, Гражданской войны в Испании и Великой Отечественной войны.

## Биография
Николай Алымов родился в 1906 году в Москве. В 1928—1930 годах проходил службу в Рабоче-крестьянской Красной Армии, участвовал в боях на КВЖД. В 1932 году Алымов повторно был призван в армию.
В 1936 году военинженер 3-го ранга Николай Алымов был направлен в Испанию в качестве старшего группы ремонтников в группе Кривошеина. За боевые отличия был награждён орденом Ленина.
В годы Великой Отечественной войны Алымов занимал должность начальника Управления самоходной артиллерии Главного бронетанкового управления РККА. Руководил работами по усовершенствованию и введению в строй новейших образцов самоходных артиллерийских орудий, в том числе СУ-15 и СУ-85.
После окончания войны Алымов продолжил службу в Советской Армии, с 1949 года руководил Научно-исследовательским институтом бронетанковой техники в Кубинке. Скончался в 1955 году, похоронен на Новодевичьем кладбище Москвы.
Был награждён орденами Ленина, Красного Знамени, двумя орденами Отечественной войны 1-й степени, орденом Красной Звезды и рядом медалей.